# 三裂距景天
三裂距景天（学名：Sedum costantinii）为景天科景天属的植物，是中国的特有植物。分布在中国大陆的四川等地，生长于海拔3,000米至3,530米的地区，一般生于林下岩石上，目前尚未由人工引种栽培。